# Montecristo
Montecristo (italienska: Isola di Montecristo) är en 10,4 km² stor och nästan obebodd ö i den toskanska arkipelagen. Ön är belägen ungefär mittemellan Korsika och det italienska fastlandet, söder om Elba och väster om Giglio. Det är till denna ö som Alexandre Dumas den äldre förlade en del av handlingen till i romanen Greven av Monte Cristo, men beskrivningarna av bokens ö stämmer inte speciellt väl överens med verkliga förhållanden.
Montecristo är en avlägsen ö och hålls av de italienska myndigheterna som naturreservat och jaktpark. Enda sättet att komma dit är med egen båt, och man måste ha speciellt tillstånd för att gå i land. På ön finns resterna av ett benediktinerkloster från 1200-talet.